# Satellites (chanson)
Singles de September
September All Over
(2004) Looking for Love
(2005)
Satellites est une chanson eurodance de l'artiste suédoise September sortie le 5 mars 2005 sous le label 	Catchy Tunes. 1er single extrait du second album studio In Orbit (2005), la chanson a été écrite par Jonas von der Burg, Anoo Bhagavan, Niclas von der Burg. Satellites a été produite par Jonas von der Burg. Le single se classe dans le top 10 en Finlande, en Pologne, en Roumanie, en Suède. Ce single inaugure son contrat avec le label Catchy Tunes.

## Formats et liste des pistes
- EP

Sortie : 2005
1. "Satellites" (Radio Edit) (3:16)
2. "Satellites" (Extended) (4:34)
3. "Satellites" (Electro Mix Short) (3:28)
4. "Satellites" (Electro MixLong) (4:52)

- Single

Sortie : 2005
1. "Satellites" (Radio Edit) (3:14)

- Second EP

Sortie : 2006
1. "Satellites" (Radio Edit) (3:16)
2. "Satellites" (Extended) (4:34)
3. "Satellites" (Electro Mix Short) (3:28)
4. "Satellites" (Electro MixLong) (4:52)

- Troisième EP

Sortie : 2006
1. "Satellites" (US Mix) (3:08)
2. "Satellites" (Electro Mix Short) (3:28)
3. "Satellites" (Extended Mix) (4:34)
4. "Satellites" (Club Junkies Mix) (6:11)
5. "Satellites" (Electro Mix) (5:54)
6. "Satellites" (Clubstar Remix) (5:25)
7. "Satellites" (Flip & Fill Remix) (5:45)
8. "Satellites" (Dancing DJs Remix) (5:48)

- Quatrième EP

Sortie : 2006
1. "Satellites" (Radio Edit) (3:16)
2. "Satellites" (Clubstar Remix) (5:24)
3. "Satellites" (Dancing DJs Remix) (5:47)
4. "Satellites" (Flip & Fill Remix) (5:43)
5. "Satellites" (Electro Mix) (4:52)
6. "Satellites" (KB Project Remix) (5:53)
7. "Satellites" (Soul Seekerz Remix) (7:23)
8. "Satellites" (Extended Mix) (4:34)
9. "Satellites" (Soul Seekerz Dub) (7:08)
10. "Satellites" (Acoustic Mix) (3:03)

- Cinquième EP

Sortie : 2006
1. "Satellites" (New Radio Edit) (3:06)
2. "Satellites" (International Radio Version) (3:16)
3. "Satellites" (Live Acoustic Version) (3:03)
4. "Satellites" (Extended) (4:34)
5. "Satellites" (Electro Mix Short) (3:28)

Note: Information for this section came from the iTunes store for the corresponding country.

## Classement par pays
| Classement (2005–2008)                            | Meilleure position |
| ------------------------------------------------- | ------------------ |
| Finlande (Suomen virallinen lista)                | 18                 |
| Pologne (ZPAV)                                    | 1                  |
| Roumanie (Romanian Top 100)                       | 5                  |
| Suède (Sverigetopplistan)                         | 4                  |
| Royaume-Uni Singles (The Official Charts Company) | 96                 |
| États-Unis Billboard Hot Dance Airplay            | 8                  |